# George Eads
George Coleman Eads III (Fort Worth,Texas, 1 de Março de 1967) é um ator americano. Seu papel mais conhecido é de Nick Stokes, na série televisiva CSI: Crime Scene Investigation.

## Biografia
George Eads nasceu Fort Worth, Texas e cresceu em Belton. Seu pai é Arthur Coleman "Cappy" Eads e sua mãe é  Vivian Baker. Eads tem uma irmã mais velha, Angela Eads Tekell. O padrasto de Eads, Dudley Baker, é ginecologista. George formou-se Belton High School em 1985 e na Texas Tech University, em 1989, graduou-se em marketing. Na faculdade, foi membro da fraternidade Delta Phi Theta.  Antes de começar uma carreira de ator, Eads trabalhou como vendedor de máquinas de cópia, bem como com venda de acessórios  de primeiros socorros e cintos de segurança. Eads tem uma filha, Dylan, nascida em 2014 fruto de seu relacionamento com Monika Casey.

## Carreira
- Dust to Dust (1994) - Black Wolf
- Strange Luck (1995) J.R. Dean
- Savannah (1996, série de TV) - Travis Peterson (episódio piloto); Nick Corelli (na série)
- The Ultimate Lie (1996, TV) - Ben McGrath
- Crowned and Dangerous (1997, TV) - Riley Baxter
- CSI: Crime Scene Investigation (2000–2015) - Nick Stokes
- Grapevine (2000, série) - Thumper Klein
- The Spring (2000, TV) - Gus
- Second String (2002, TV) - Tommy Baker
- Just a Walk in the Park (2002)  - Adam Willingford
- Monte Walsh (2003, TV) - Frank "Shorty" Austin
- Evel Knievel (2004, TV) - Evel Knievel
- Gutshot Straight (2014) - Jack Daniel
- MacGyver (2016–2019) - Jack Dalton

### Voz
- Justice League Unlimited (2004, episódio "Initiation") - Captain Atom
- Young Justice (2010–atualmente) - Barry Allen/Flash

### Como convidado especial
- Two and a Half Men (2008, convidado da recepção de casamento em "Fish in a Drawer")